# NGC 7518
NGC 7518 é uma galáxia espiral (Sa) localizada na direcção da constelação de Pisces. Possui uma declinação de +06° 19' 18" e uma ascensão recta de 23 horas, 13 minutos e 12,8 segundos.
A galáxia NGC 7518 foi descoberta em 29 de Agosto de 1863 por Albert Marth.